# Allium paradoxum
Allium paradoxum là một loài thực vật có hoa trong họ Amaryllidaceae. Loài này được (M.Bieb.) G.Don mô tả khoa học đầu tiên năm 1827.

## Hình ảnh

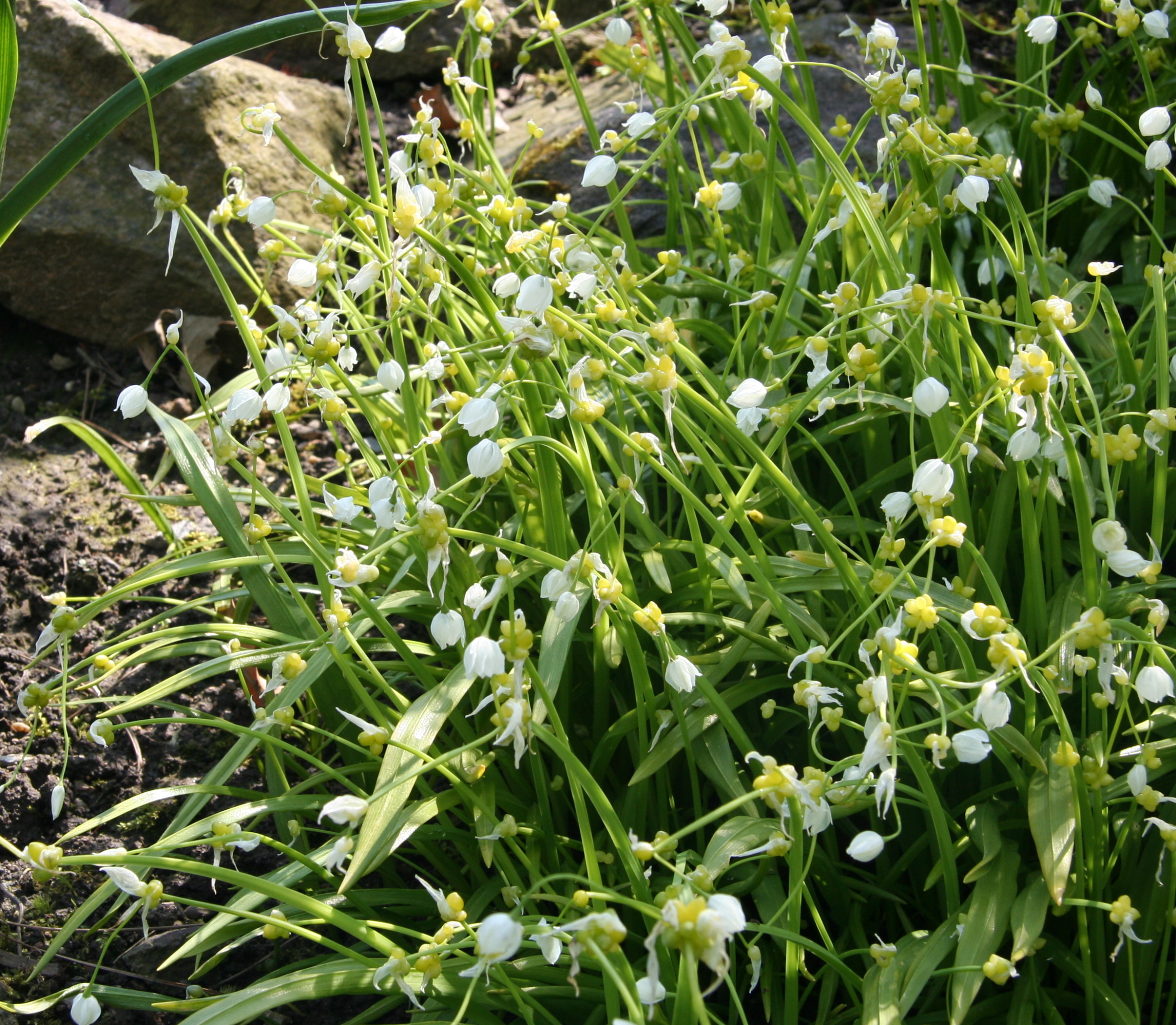
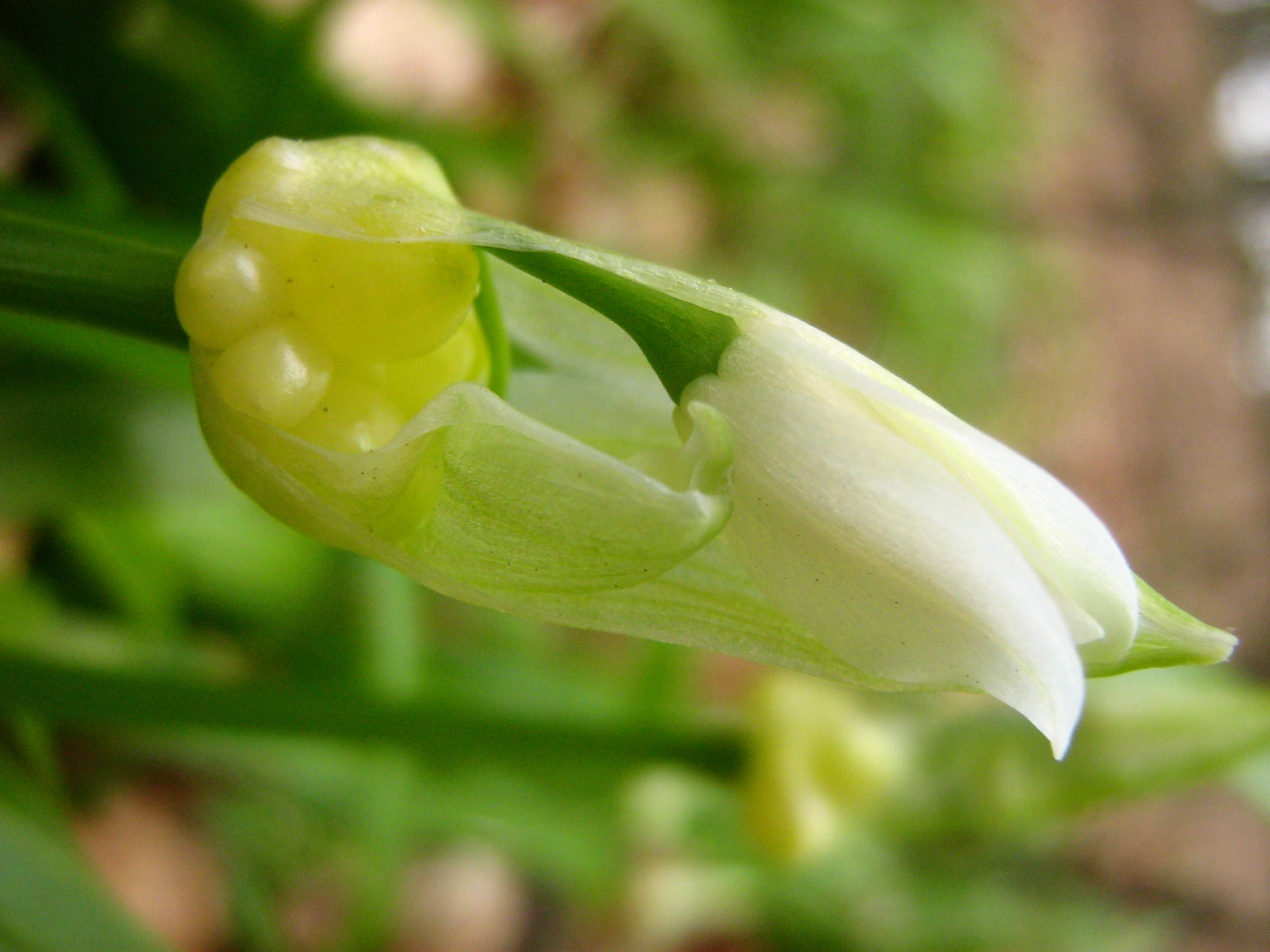
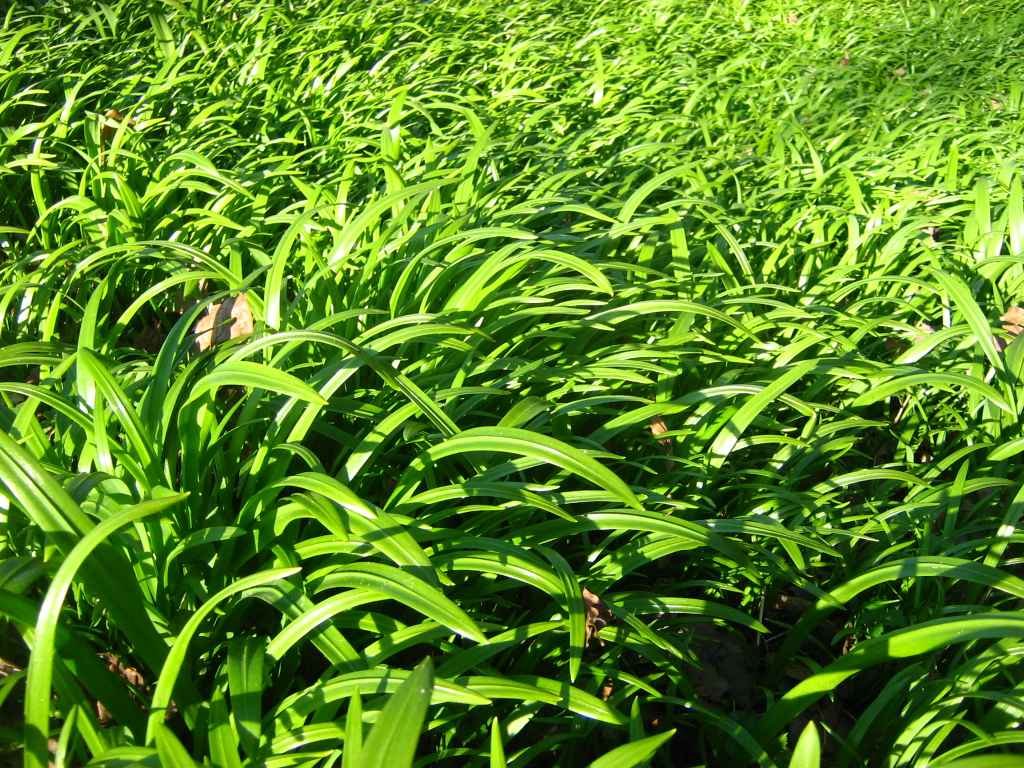
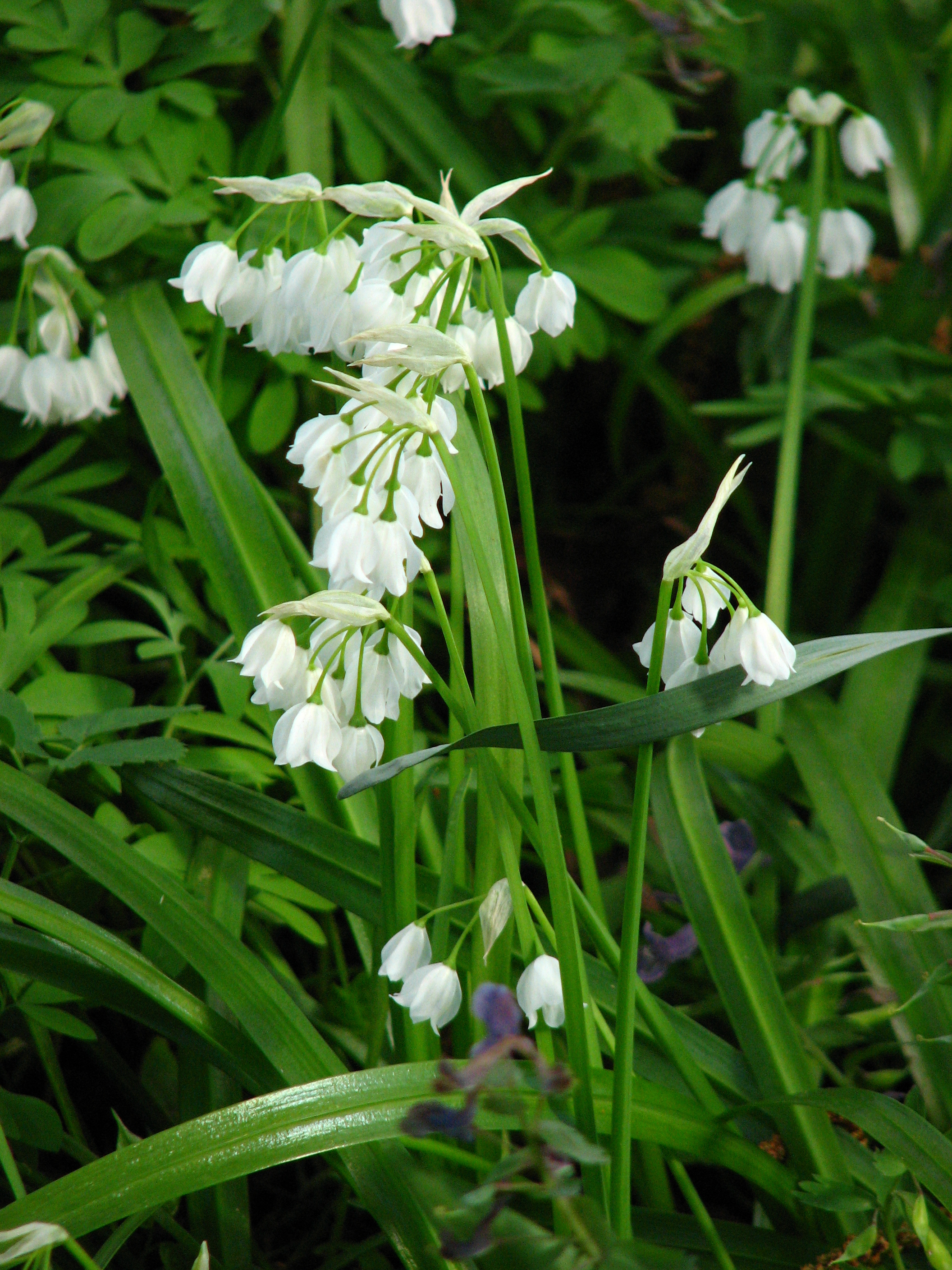